# Venstres Ungdom
Venstres Ungdom (VU) är en dansk, politisk ungdomsorganisation som är knuten till det liberala partiet Venstre. Organisationen bildades 1908, dess första lokalförening bildades den 24 september samma år i Kolding. Venstres Ungdom är medlem i Europeiska liberala ungdomsförbundet (LYMEC) och International Federation of Liberal Youth (IFLRY). 

## Historia
Efter att ett större antal lokalföreningar hade inrättats sedan grundandet av organisationen 1908, bildades 1912 den rikstäckande landsorganisationen som hade till uppgift att samordna alla lokalföreningarna inom Venstres Ungdom. Samma år hölls den första landsstämman i Kolding, med mellan 8000 och 10 000 deltagare.
Under nazisternas ockupation av Danmark (1940-1945) skall många medlemmar inom organisationen ha deltagit i Danska motståndsrörelsen. I april 1945 arresterades anställda inom organisationen av Gestapo, och året innan hade organisationens kassör, Evald Carlsen, skjutits av tyskarna. VU utgav under ockupationstiden, fram till befrielsen i maj 1945, den illegala tidningen Budstikken går.
I efterkrigstidens Danmark hade Venstres Ungdom upplevt en stor ökning av antalet medlemmar. Under 1960-talen hade organisationen över 54 000 medlemmar.

## Förbundsordförande
- 1912-1915 Niels Elgaard
- 1915-1917 A. L. H. Elmquist
- 1917-1918 J. Chr. Jensen-Broby
- 1918-1919 H. Tranberg-Jensen
- 1919-1920 Jens Rahbek
- 1920-1922 H. C. Koefoed
- 1922-1923 Søren Peter Larsen
- 1923-1923 Chr. Christensen
- 1923-1927 Henry Gideon
- 1927-1929 Edv. Sørensen
- 1929-1930 P.C. Jacobsen
- 1930-1932 Erik Eriksen
- 1932-1935 M. Elmertoft
- 1935–1937 N. K. Larsen
- 1937-1939 Poul Thisted Knudsen
- 1939-1941 J. Chr. Christensen
- 1941-1943 Alfred Larsen
- 1943-1946 Søren Andersen
- 1946-1948 Jens P. Petersen
- 1948-1951 Henry Christensen
- 1951-1953 P. Givskov Christensen
- 1953-1955 Søren Jensen
- 1955-1957 Niels Westerby
- 1957-1959 Niels Anker Kofoed
- 1959-1962 Knud Enggaard
- 1962-1964 Knud Erik Særkjær
- 1964-1966 Peter Holst
- 1966-1968 Jørgen Brøndlund Nielsen
- 1968-1970 Erik Fabrin
- 1970-1972 Bertil Toft Hansen
- 1972-1974 Knud Andersen
- 1974-1976 Anders Fogh Rasmussen
- 1976-1978 Niels Jørgen Hansen
- 1978-1980 Troels Brøndsted
- 1980-1983 Flemming Oppfeldt
- 1983-1985 Jens Skipper Rasmussen
- 1985-1986 Lars Møller Sørensen
- 1986-1989 Lars Løkke Rasmussen
- 1989-1990 Jesper Ib
- 1990-1991 Lars Bech Pedersen
- 1991-1993 Hans Kargaard Thomsen
- 1993-1995 Carl Holst
- 1995-1997 Kristian Jensen
- 1997-1999 Troels Lund Poulsen
- 1999-2001 Peter Christensen
- 2001-2003 Torsten Schack Pedersen
- 2003-2005 Claus Horsted
- 2005-2007 Karsten Lauritzen
- 2007-2009 Thomas Banke
- 2009-2011 Jakob Engel-Schmidt
- 2011-2013 Morten Dahlin
- 2013-2015 Jens Husted
- 2015-2017 Chris Holst Preuss
- 2017-2019 Jakob Sabroe
- 2019-2021 Kristian Lausten Madsen
- 2021-2023 Maria Ladegaard
- 2023-2024 Lasse B. Sørensen
- 2024-     Jens Paaske Klausen